# Skeptics with a K
Skeptics with a K (SwaK) is de officiële podcast van de Merseyside Skeptics Society, een sceptische organisatie in Liverpool.

## Naam
Het motto van Skeptics with a K ("Skeptici met een K") is "the podcast for science, reason and critical thinking" ("de podcast voor wetenschap, de rede en kritisch denken"). In overeenstemming met de naam van de MSS werd de naam van de podcast gekozen. Men wilde benadrukken dat, in tegenstelling tot het woord 'sceptisch' met een c, 'skeptisch' zijn met een k "niet gaat over gewoon 'nee' zeggen tegen dingen, het gaat erom ze te overdenken. En we gebruiken de Amerikaanse spelling – skeptic – omdat in de Verenigde Staten het woord niet zo sterk wordt geassocieerd met cynisme. Het wordt daar niet zo negatief gezien als hier." Als 1 aprilgrap lanceerde SwaK in 2010 een nepaflevering met de titel "Skeptics with a C" ("Skeptici met een C"), waarin de hosts hun gebruikelijke skeptische analyse lieten varen en plots alle paranormale en pseudowetenschappelijke claims met gemak aanvaardden na hun normaal gesproken kritische evaluatie van het nieuws.

## Hosts

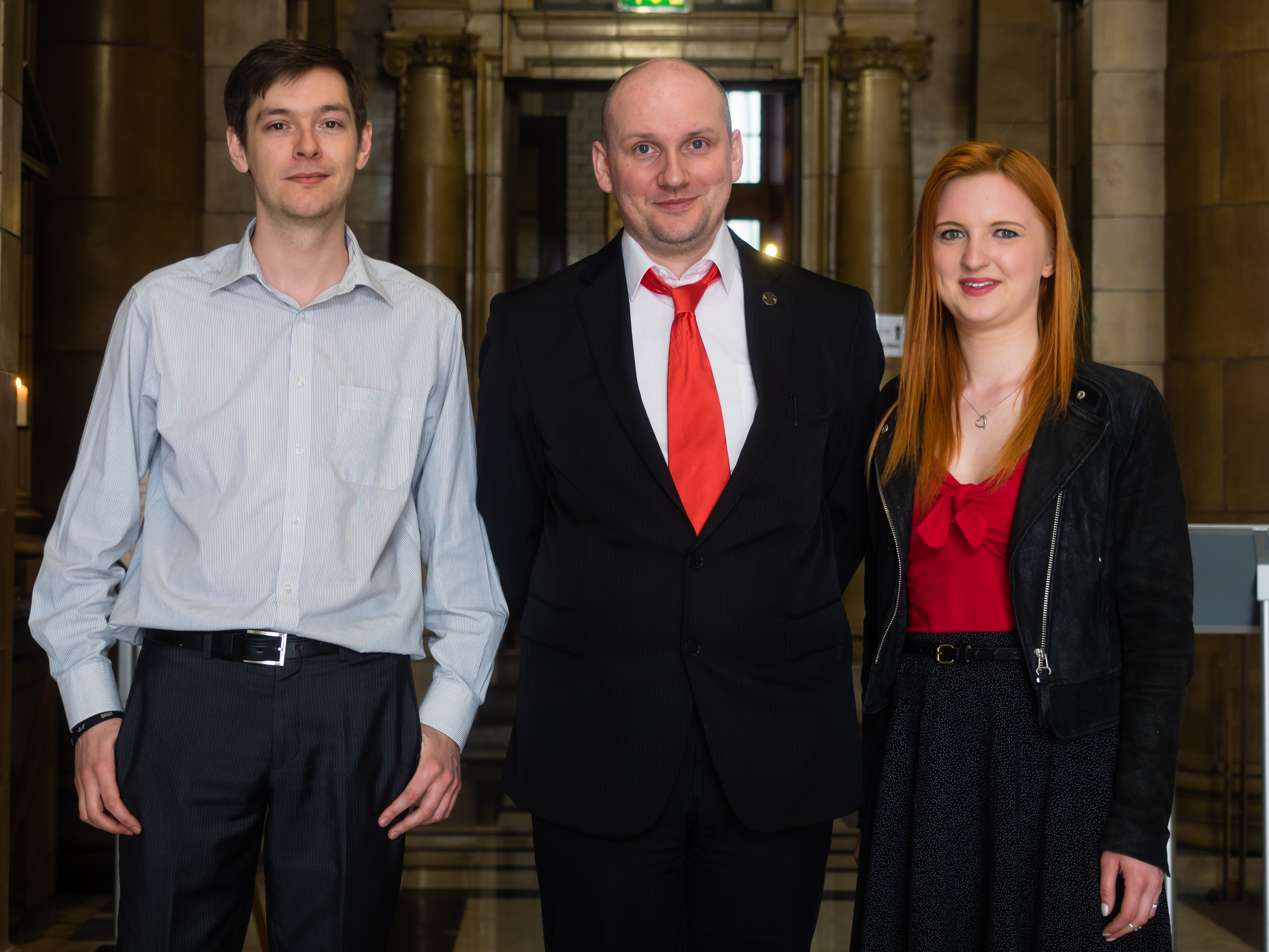
De huidige hosts: Marsh, Mike en Alice.

Mike Hall is voornaamste host van Skeptics with a K en verzorgt de intro en vooraf opgenomen outro van elke aflevering en bewerkt de afleveringen die maandags worden opgenomen alvorens ze donderdags te publiceren. Hij en Michael Marshall, die in de uitzending steevast "Marsh" genoemd wordt, zijn vanaf het begin elke aflevering aanwezig geweest (behalve enkele gecompileerde afleveringen van Mike alleen). Colin Harris maakte het trio compleet met zijn afscheidsgroet "It's been wonderful" ("Het was (weer) heerlijk"), maar was soms afwezig. Na een periode van zeldzame stand-ins besloot hij in maart 2014 de show te verlaten vlak voor de geboorte van zijn eerste kind om tijd aan zijn gezin te besteden. Hij werd vervangen door MSS-secretaris Alice Howarth, die vanaf april 2014 op SwaK te horen was.
- Mike Hall (sinds juli 2009), gespecialiseerd in religie versus atheïsme en het ontkrachten van complottheorieën (zoals die rondom 9/11)[8]
- Michael "Marsh" Marshall (sinds juli 2009), gespecialiseerd in slechte pr (onzinartikelen in het nieuws) en homeopathie[9][10][11]
- Colin "Col" Harris (juli 2009–maart 2014)
- Alice Howarth (sinds april 2014), gespecialiseerd in celbiologie[7][12]

De hosts zijn te gast geweest op andere populaire podcasts waaronder The Pod Delusion, The Skeptic Zone, Cognitive Dissonance en de Token Skeptic.

## Geschiedenis

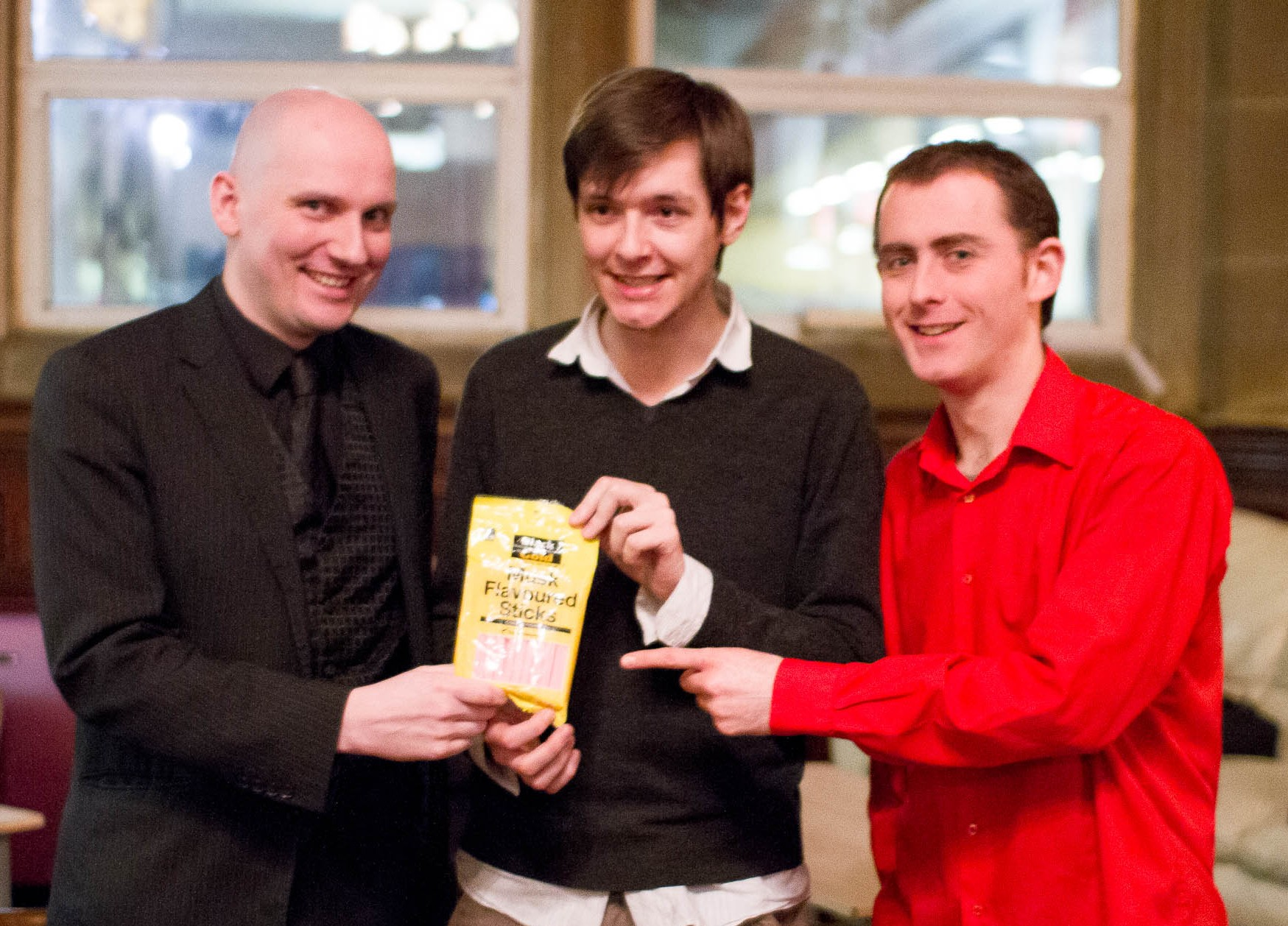
De oorspronkelijke podcasters Mike, Marsh en Colin bij een Liverpoolse Skeptics in the Pub.

De eerste aflevering werd op 28 juli 2009 opgenomen bij Mike Hall thuis en gepubliceerd op 1 augustus 2009. De kamer met dinosauriërsbehang, die voor het eerst werd vertoond aan het publiek tijdens de live gefilmde aflevering 77, is sindsdien de standaard opnamelocatie geweest. De podcast bestaat uit de hosts Mike Hall, Michael Marshall ("Marsh") en Colin Harris ("Col"), in april 2014 vervangen door Alice Howarth, die recente gebeurtenissen bekijken vanuit een skeptisch perspectief. Co-host Michael Marshall omschreef het als, "een enigszins chaotische, over-enthousiaste en bijtende mix van wetenschap, skepticisme en sarcasme." Het idee voor SwaK kwam voort uit de gesprekken die Mike en Marsh in de kroeg hadden over het nieuws en ideeën, zoals de 10:23-campagne, die zij met een groter publiek wilden delen.
Een feitencheck van het kinderboek The Giant Book of Fantastic Facts was een populair half-regelmatige rubriek, totdat het op 14 juli 2011 werd afgesloten met een "Best of"-editie. Op 1 april 2013 bestond een gehele aflevering uit fictieve verhalen waaronder een parodie op Ghost Busters, een verhaal over het "Mersey Book of Monsters" en een ander over de "Paranormal Investigation Society Scotland (PISS)", hetgeen onthuld werd in "Episode #095.5 – the Confession". De hosts slaagden erin vele skeptici op het verkeerde been te brengen die niet doorhadden dat de hele show een hoax was. Tim Farley behoorde tot de weinigen die slechts enkele rubrieken betwijfelde en nadat hij contact opnam met Marsh, gaf die toe dat ze alle nieuwsitems hadden verzonnen, maar verzocht hem om het geheim te houden. Daarop maakte Farley er een uitdaging van voor de luisteraars van Virtual Skeptics om uit te zoeken welke skeptische podcast begin april een nepaflevering had uitgezonden.
Andere speciale afleveringen zijn onder meer radiodiscussies met mediums, helderzienden, numerologen, astrologen en vooral homeopaten, en een live-opname tijdens TAM London. Voor hun eerste lustrum produceerde SwaK een extra lange aflevering op 31 juli 2014 met Colin als eregast.
Marsh breidde zijn specialisme om slechte PR in het nieuws te spotten, dat hij door de jaren heen had ontwikkeld bij SwaK, uit naar het houden van publieke lezingen over het onderwerp bij Skeptics in the Pub-evenementen in het hele Verenigd Koninkrijk, skeptische conferenties zoals het European Skeptics Congress in Stockholm in 2013 en een interview op het BBC Radio 4-programma More or Less.

## Receptie
De Britse krant Metro omschreef de podcast als "op luchtige wijze de actualiteiten ontwarren om de wetenschap en kritisch denken te verkennen." Op KloptDatWel? van Stichting Skepsis schaarde blogger Willem-Jan Zeist Skeptics with a K (die hij “The English Lads” noemde) onder de 12 beste skeptische podcasts, waarbij hij in het bijzonder de slechte pr-rubrieken loofde, hoewel hij luisteraars ervoor waarschuwde dat ze "zowel tegen schunnig taalgebruik als slechte woordgrappen [moeten] kunnen!"